# Amorphophallus interruptus
Amorphophallus interruptus är en kallaväxtart som beskrevs av Adolf Engler och Karl Gehrmann. Amorphophallus interruptus ingår i släktet Amorphophallus och familjen kallaväxter. Inga underarter finns listade.